# Afromelanichneumon jacoti
Afromelanichneumon jacoti là một loài tò vò trong họ Ichneumonidae.